# LATAM Airlines Group
LATAM Airlines Group S.A. es un holding de aerolíneas multinacional, de origen Chilena, ex LAN-CHILE. Cuya sede matriz se encuentra en Las Condes, Santiago de Chile. Es considerada la compañía aérea más grande de América Latina con subsidiarias en Brasil, Colombia, Ecuador, Paraguay y Perú. La empresa se acogió al Capítulo 11 de la Ley de Quiebras de los Estados Unidos el 26 de mayo de 2020, debido a problemas económicos atribuidos al impacto en la aviación de la pandemia de COVID-19.

## Historia

### Orígenes
LATAM Airlines Group corresponde a la continuadora legal de la empresa pública del estado de Chile fundada el 5 de marzo de 1929 bajo el nombre de Línea Aeropostal Santiago-Arica, tras su proceso de transformación a sociedad anónima.

#### LAN Airlines

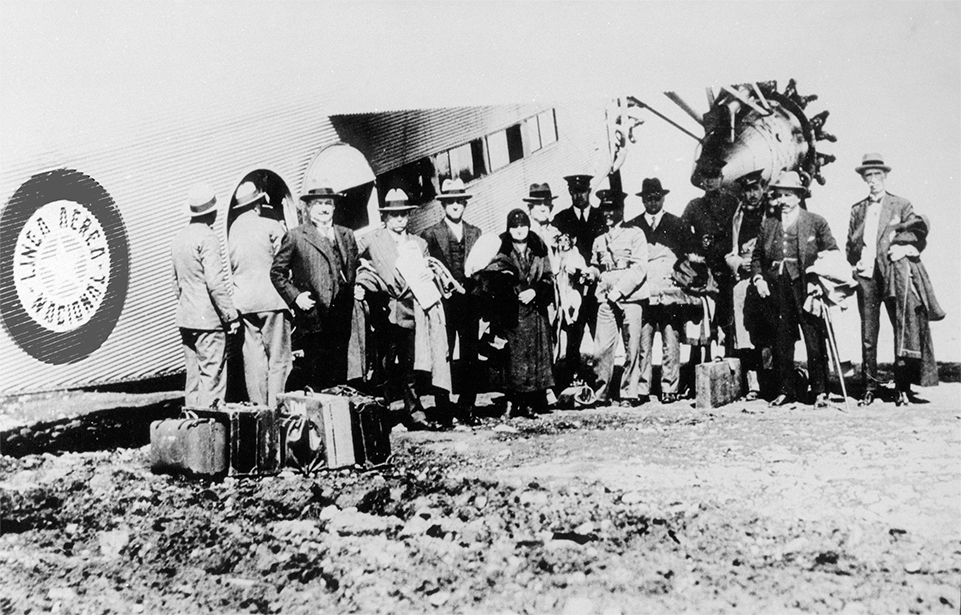
Primeros vuelos de LAN.

Los orígenes de la Línea Aérea Nacional radican en la fundación de la Línea Aeropostal Santiago-Arica, que data del 5 de marzo de 1929. Tras la apertura a diferentes mercados, que derivarían en la creación de LAN Perú, LAN Argentina y LAN Ecuador, cambió de nombre y pasó a llamarse LAN Airlines en 2005. En el año 2011, LAN adquiere la aerolínea colombiana Aires, que posteriormente sería LAN Colombia.

#### TAM Líneas Aéreas

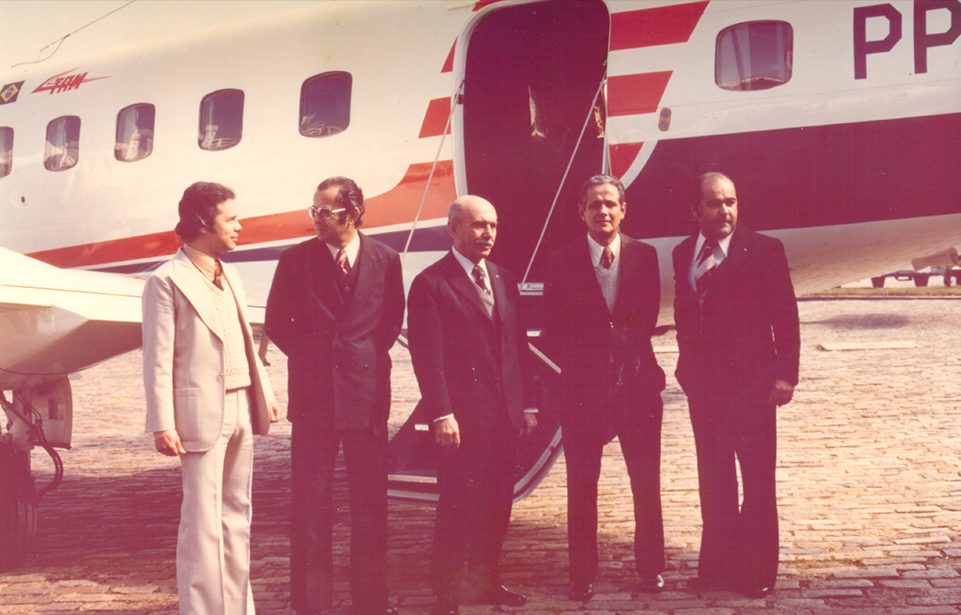
Fundadores de TAM.

Fue fundada el 21 de febrero de 1961. Fue creada por cinco pilotos de vuelos chárter quienes se unieron para formar su propia compañía. Fue creada bajo el nombre Transportes Aéreos Marília, S.A. nombrada así por Marília en São Paulo. Sus siglas en portugués significan Transportes Aéreos Meridionáis y en español como, Transportes Aéreos Meridionales.
El 17 de julio de 2007 se produjo el accidente aéreo del vuelo número 3054 de la aerolínea brasileña TAM en un vuelo nacional que unía las ciudades de Porto Alegre con São Paulo. Fue el peor accidente aéreo de América Latina y el peor con un Airbus A320 en todo el mundo, solamente superado por el Vuelo 9268 de Kogalymavia en octubre de 2015.

### Fusión
El 13 de agosto de 2010, LAN Airlines S.A. anunció públicamente la firma de un memorándum de entendimiento no vinculante con TAM Linhas Aéreas S.A. para la asociación de ambas empresas en un solo holding, denominado LATAM Airlines Group S.A. (continuador legal de LAN Airlines S.A.). Dentro de los acuerdos, se pactó una oferta de intercambio de acciones entre ambas empresas, donde la relación de canje sería de 0,9 acciones de LAN por cada 1 acción de TAM, con el objeto de que los accionistas de la empresa brasileña adquirieran la calidad de accionistas de LAN. Así, el conglomerado quedaría aproximadamente dominado por un 70% de los accionistas de la compañía chilena y un 30% por los de la brasileña. Esta proporción significaría un beneficio a los accionistas de TAM, los cuales aumentaron su porcentaje de participación considerando que la capitalización bursátil de LAN en el momento del acuerdo era cercana a los 9.200 millones de dólares (equivalentes a un 78% aproximado de LATAM).
TAM debió hacer una oferta pública para comprar sus acciones en circulación, posteriormente cerrando su participación en Bolsa de Valores de São Paulo para unirse a las acciones de LAN para poder formar el nuevo holding, el cual será transado en la Bolsa de Comercio de Santiago, en la de São Paulo y en la de Nueva York.
En enero de 2011, las autoridades del Tribunal de Defensa de la Libre Competencia de Chile suspendieron la fusión de LAN y TAM luego de una demanda presentada por la organización de consumidores Conadecus. Apenas fue recibida la única demanda, el Tribunal decidió iniciar una investigación, decisión que fue criticada por LAN, lo que motivó a que su equipo legal evaluara impugnar la decisión. Dentro de las razones indican el apoyo dado por la Fiscalía Nacional Económica (FNE), junto a la cual presentaron un plan de mitigación unas horas después de presentada la demanda de Conadecus, y el hecho de que este tipo de demandas sólo pueden ser presentadas por la FNE o por partes activamente involucradas en la compra. El 21 de septiembre de 2011, el TDLC finalmente aprobó la fusión a cambio de una serie de exigencias destinadas a permitir la participación de otras aerolíneas en los tramos entre Santiago, Sao Paulo, Río de Janeiro y Asunción, y así evitar la formación de un monopolio.
Finalmente, el 22 de junio de 2012 se concretó la oferta de intercambio de acciones entre ambas empresas. La operación estaba sujeta a la condición de que dos tercios de las acciones de TAM debían estar de acuerdo con deslistar a la empresa brasileña como empresa pública en dicho país, condición que se alcanzó con un 99,9% de las acciones participantes. Tras la conformación, el nuevo holding anunció que el entonces vicepresidente del directorio de TAM, Mauricio Rolim Amaro, sería el nuevo presidente del directorio de LATAM.
Inicialmente, cada aerolínea continuó operando con su marca y mantuvo su centro de operaciones. Tras la fusión, ambas aerolíneas mantuvieron sus acuerdos comerciales con sus respectivas alianzas aéreas: TAM Linhas Aéreas S.A. con Star Alliance y LAN Airlines con Oneworld. Sin embargo, el 7 de marzo de 2013, LATAM Airlines Group anunció el ingreso de su filial brasileña TAM a la alianza Oneworld.

### Unificación

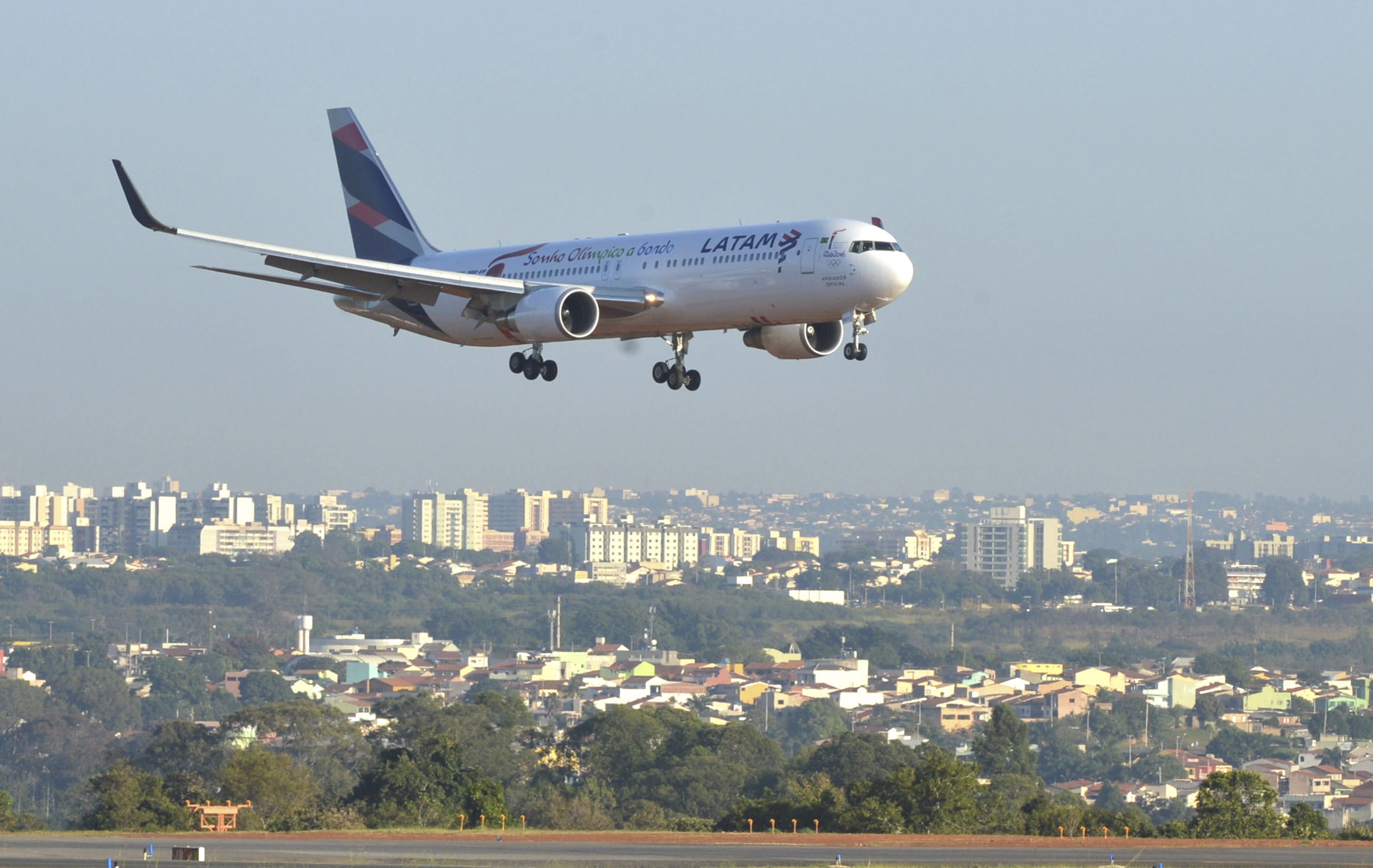
Llegada a Brasilia de un Boeing 767 con la antorcha olímpica en 2016.

Tras operar ambas marcas comerciales de forma independiente, el 6 de agosto de 2015, el grupo empresarial anunció la unificación gradual de todas sus marcas comerciales bajo el nombre de LATAM. Todas las empresas de transporte de pasajeros de LAN Airlines y de TAM Líneas Aéreas comenzaron un proceso de unificación bajo el nombre de LATAM, mientras que las empresas de transporte de carga se unificaron bajo el nombre de LATAM Cargo. La unificación de las marcas comerciales no implicó cambio de razón social para ninguna de las subsidiarias.
El 1 de marzo de 2016, el grupo empresarial unificó la marca de su programa de viajero frecuente bajo el nombre de LATAM Pass y LATAM Fidelidade, correspondientes a los antiguos programas LAN Pass y TAM Fidelidade, respectivamente. El 30 de marzo del mismo año, se unificaron las marcas de las agencias de viajes LAN Tours y TAM Viagens bajo el nombre de LATAM Travel. El 5 de abril, el holding anunció la fusión de las operaciones de sus empresas de transporte de cargas bajo la marca LATAM Cargo.
El 1 de mayo de 2016 despegó desde Río de Janeiro el primer avión con la marca LATAM, un Boeing 767 con destino a Ginebra, lugar donde recogió la antorcha olímpica. El 5 de mayo despegaron los tres primeros vuelos comerciales con la nueva marca: Sao Paulo-Santiago (Boeing 767); Santiago-Lima (Airbus A319); y Sao Paulo -Brasilia (Airbus A319).
El 28 de marzo del 2023 el grupo formó una empresa conjunta con Delta Airlines que se venía gestionando desde 2022. Después de más de tres años de negociaciones y gestiones, Latam Airlines y Delta Airlines recibieron la aprobación gubernamental para continuar con su empresa conjunta. Desde entonces, las compañías han llevado a cabo numerosas reuniones para decidir los pormenores de este “matrimonio".

## Administración
LATAM Airlines Group S.A. es una sociedad anónima abierta (S.A.A.) inscrita ante la Superintendencia de Valores y Seguros de Chile. Sus acciones se cotizan en la Bolsa de Comercio de Santiago, la Bolsa Electrónica de Chile, la Bolsa de Valores de Valparaíso, la Bolsa de Valores de Nueva York (NYSE) y en la Bolsa de Valores de São Paulo (BM&F BOVESPA).
Al 31 de marzo de 2020, su estructura de propiedad se encuentra controlada mayoritariamente por el grupo Cueto, poseedor del 21,5% de la propiedad accionaria.
En 2023 registró ingresos por US$11 789 000 000, con un beneficio económico de US$1 078 165 000, un beneficio neto de US$582 000 000 y unos activos totales de US$14 667 315 000.

### Directorio
El actual directorio de LATAM Airlines Group se encuentra conformado por nueve miembros, siendo presidido por Mauricio Rolim Amaro. El directorio fue elegido mediante una junta ordinaria de accionistas el 28 de abril de 2014. El ejercicio del cargo de director se extiende por un período de dos años.
| Miembro                  | Cargo      |
| ------------------------ | ---------- |
| Mauricio Rolim Amaro     | Presidente |
| Henri Philippe Reichstul | Director   |
| Juan José Cueto Plaza    | Director   |
| Georges de Bourguignon   | Director   |
| Ramón Eblen Kadis        | Director   |
| Ricardo J. Caballero     | Director   |
| Carlos Heller Solari     | Director   |
| Gerardo Jofré Miranda    | Director   |
| Francisco Luzón López    | Director   |

### Filiales
Desde el primer semestre de 2016, grupo empresarial comenzó a operar bajo el nombre de LATAM. El holding se encuentra conformado por una serie de empresas de transporte aéreo, heredadas de LAN Airlines y TAM Líneas Aéreas, las cuales mantuvieron su razón social, pese a la unificación de la marca comercial.
- LATAM Airlines
  - LATAM (Argentina) (Cerrada en 2020)
  - LATAM Cargo
  - LATAM Express
  - LATAM Colombia
  - LATAM Cargo Colombia
  - LATAM Ecuador
  - LATAM Perú
- LATAM Brasil
  - LATAM Cargo Brasil
  - LATAM Paraguay
  - LATAM MRO

## Flota
La flota de LATAM Airlines Group a 16 de enero de 2018 tiene una edad promedio de 6,2 años y está compuesta de las siguientes aeronaves:Cabe señalar que, debido a la falla de los motores RR Trent 1000 PCK C de los 787 de LATAM Chile, se tuvo que optar por modalidades de arriendo, siendo esta opción atendida por aviones A330-200 de Wamos Air y 777-200ER a Boeing Capital Corporation. Estos serán pagados por Rolls Royce en respuesta a las fallas de los motores

## Destinos

Destinos LATAM Airlines Group.

## Características
De acuerdo a LATAM Airlines Group, el nuevo conglomerado es una de las principales compañías a nivel mundial. Considerando las cifras de 2009, LATAM sería la 15.ª aerolínea con mayores utilidades y la 11.ª con mayor número de pasajeros transportados. Con su flota de 318 aparatos tiene 140 destinos a 24 países mientras sus servicios de carga llegan a 144 en 26. En total, LATAM Airlines Group S.A. emplea unas 53.000 personas.
| Cifras                                                    | LAN Airlines S.A. | TAM S.A.         | LATAM (estimado)  |
| --------------------------------------------------------- | ----------------- | ---------------- | ----------------- |
| Número de pasajeros                                       | 15,400,000        | 30,400,000       | 45,800,000        |
| Destinos atendidos                                        | 71                | 63               | 116               |
| Países atendidos                                          | 17                | 14               | 23                |
| Empleados                                                 | 17,700            | 26,300           | 44,000            |
| Flota de aviones                                          | 200               | 155              | 355               |
| Aviones pedidos                                           | 115               | 133              | 248               |
| Capacidad de pasajeros (asientos × kilómetros en 2009)    | 38,800            | 64,700           | 103,500           |
| Toneladas cargadas                                        | 649,000           | 183,000          | 832,000           |
| Ingresos en 2009                                          | US$3 660 000 000  | US$4 890 000 000 | US$8 550 000 000  |
| Rentabilidad en 2009                                      | 22.5%             | 14.0%            |                   |
| Capitalización bursátil al cierre del 3 de agosto de 2010 | US$9 250 000 000  | US$2 504 000 000 | US$11 754 000 000 |

## Cierre en Argentina
En mayo de 2020, LATAM cesó sus operaciones de cabotaje en Argentina, la empresa anunció su salida después de supuestos problemas para tratar de la reducción de sueldos en medio a la pandemia de COVID-19, con los gremios locales. Sus vuelos internacionales para ese país serán operados desde sus bases en São Paulo, Brasil y Santiago de Chile.[cita requerida]